# Pleotrichophorus stroudi
Pleotrichophorus stroudi är en insektsart som först beskrevs av Frank Hall Knowlton 1948.  Pleotrichophorus stroudi ingår i släktet Pleotrichophorus och familjen långrörsbladlöss. Inga underarter finns listade i Catalogue of Life.